# جمهوری نخست فرانسه
جمهوری نخست فرانسه (به فرانسوی: Première République) با نام رسمی جمهوری فرانسه (به فرانسوی: République française) طی دوران انقلاب فرانسه در ۲۱ سپتامبر ۱۷۹۲ تأسیس شد. مدت عمر جمهوری اول، تا زمان اعلام امپراتوری اول در ۱۸ مه ۱۸۰۴ توسط ناپلئون بناپارت ادامه داشت اگرچه شکل حکومت چندین بار تغییر کرد.

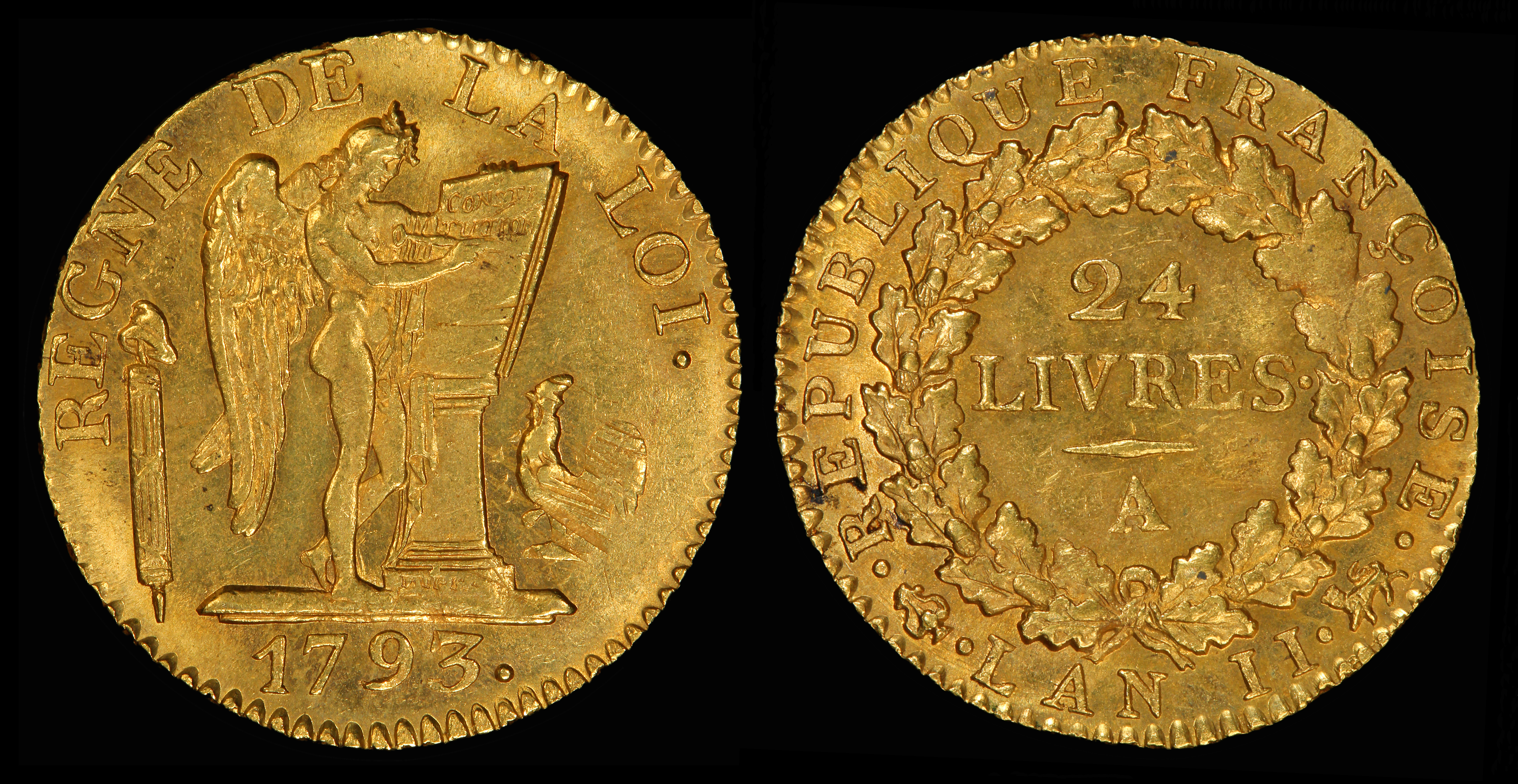
نگاره‌ای از پشت و روی سکهٔ طلای ۲۴ لیور متعلق به دورهٔ جمهوری اول فرانسه. این سکه در سال ۱۷۹۳ میلادی ضرب شد. طراح آن آگوستین دوپره نام داشت.

از مهم‌ترین اتفاقات این دوران می‌توان اعلان الغای سلطنت، تشکیل کنوانسیون ملی فرانسه و آغاز حکومت وحشت، دوران ترمیدور و تأسیس دیرکتوار، کودتای هجدهم برومر و تأسیس نظام کنسولی و به قدرت رسیدن ناپلئون و در نهایت تأسیس امپراتوری اول فرانسه را نام برد.

## پایان سلطنت

پرچم فرانسه تا سال ۱۷۹۴

در زمان حکومت مجلس قانونگذاری، که قبل از اعلام جمهوری اول در قدرت بود، فرانسه درگیر جنگ با پروس و اتریش بود. در ژوئیه ۱۷۹۲، کارل ویلهلم فردیناند، فرمانده ارتش اتریش و پروس، مانیفست برانشوایک خود را منتشر کرد و تهدید کرد که اگر مویی از سر پادشاه فرانسه، لوئی شانزدهم، کم شود، پاریس را نابود خواهد کرد.
این تهدید خارجی آشفتگی سیاسی فرانسه را در بحبوحه انقلاب فرانسه تشدید کرد و شور و احساس فوریت را در میان جناح‌های مختلف عمیق‌تر نمود. در شورش ۱۰ اوت ۱۷۹۲، شهروندان در کاخ تویلری شورش کردند و ششصد نفر از نگهبانان سوئیسی مخصوص پادشاه را کشتند و خواهان برکناری پادشاه شدند.
ترس دوباره از اقدام ضدانقلابی باعث خشونت بیشتر شد و در هفته اول سپتامبر ۱۷۹۲، اوباش پاریسی به زندان‌های شهر دست یافته و بیش از نیمی از زندانیان، از جمله اشراف، روحانیون، و زندانیان سیاسی، و همچنین جنایتکاران عادی، مانند روسپی‌ها و دزدان کوچک را کشتند. بسیاری از قربانیان در سلول‌های خود به قتل رسیدند برخی زخمی شدند و برخی نیز مورد تجاوز قرار گرفتند. این روز به کشتار سپتامبر معروف شد.

## کنوانسیون ملی
در نتیجه افزایش خشونت مردم و بی‌ثباتی سیاسی سلطنت مشروطه جدید، یک حزب متشکل از شش عضو مجلس قانونگذاری فرانسه وظیفه نظارت بر انتخابات را بر عهده گرفت. کنوانسیون حاصل از این انتخابات با دو هدف لغو سلطنت و تدوین قانون اساسی جدید آغاز به کار کرد.
اولین اقدام این کنوانسیون اعلام جمهوری و سلب همهٔ قدرت سیاسی از شخص پادشاه بود. مدتی بعد، لویی شانزدهم، که در آن زمان یک شهروند معمولی با نام خانوادگی کاپت بود، به جرم خیانت در دسامبر ۱۷۹۲ محاکمه، در ۱۶ ژانویه ۱۷۹۳ محکوم و در ۲۱ ژانویه، اعدام شد.
در سراسر زمستان ۱۷۹۲ و بهار ۱۷۹۳، پاریس با شورش‌های غذایی و گرسنگی دسته‌جمعی گرفتار بود. کنوانسیون جدید تا اواخر بهار ۱۷۹۳ برای رفع مشکل کار چندانی انجام نداد و در عوض به مسائل جنگی مشغول بود. سرانجام، در ۶ آوریل ۱۷۹۳، کنوانسیون کمیته امنیت عمومی را ایجاد کرد و وظیفه‌های عظیمی به آن سپرده شد: «رسیدگی به جنبش‌های رادیکال مخالفین، کمبود مواد غذایی و شورش‌ها، شورش در وانده و برتاین، شکست‌های اخیر ارتش و ترک خدمت فرماندهان آن»
کمیته امنیت عمومی، حکومت وحشت را به اجرا گذاشت و گیوتین با سرعت فزاینده‌ای بر سر دشمنان جمهوری‌خواهان فرود آمد و دوره‌ای که امروز به نام حکومت وحشت شناخته می‌شود آغاز شد.
علیرغم افزایش نارضایتی از کنوانسیون ملی به عنوان یک نهاد حاکم، کنوانسیون در ژوئن پیش‌نویس قانون اساسی ۱۷۹۳ را تهیه کرد که در اوایل اوت با رای مردم به تصویب رسید. با این حال، کمیته امنیت عمومی به عنوان یک دولت «اضطراری» در نظر گرفته شد و حقوق تضمین‌شده توسط اعلامیه حقوق بشر و شهروندی ۱۷۸۹ و قانون اساسی جدید اجرایی نشد.